# Álvaro Odriozola
Álvaro Odriozola Arzallus (San Sebastián, 14 de dezembro de 1995) é um futebolista espanhol que atua como lateral-direito. Atualmente joga na Real Sociedad.

## Carreira

### Real Sociedad
Álvaro Odriozola começou a carreira na Real Sociedad e fez sua estreia na La Liga de 2016–17, contra o o Málaga, substituindo Joseba Zaldúa e Carlos Martínez quando ambos estavam machucados. Na temporada 2017–18 teve um bom desempenho, conquistando a titularidade na equipe. Suas boas atuações lhe renderam atenções de times poderosos, como o Real Madrid.[carece de fontes?]

### Real Madrid
No dia 5 de julho 2018, o Real Madrid acertou com a Real Sociedad para a transferência de Odriozola. O acordo gira em torno de trinta milhões de euros, mais cinco milhões de cláusulas condicionais.

### Bayern de Munique
Sem espaço no clube merengue devido à boa fase de Carvajal, foi emprestado ao Bayern de Munique no dia 22 de janeiro de 2020.

## Seleção Nacional
Odriozola foi um dos 23 convocados pelo técnico Julen Lopetegui para representar a Espanha na Copa do Mundo de 2018.

## Títulos
Real Madrid
- Campeonato Espanhol: 2019–20
- Supercopa da Espanha: 2019–20
- Mundial de Clubes da FIFA: 2018 e 2022
- Copa do Rei: 2022–23

Bayern de Munique
- Campeonato Alemão: 2019–20
- Copa da Alemanha: 2019–20
- Liga dos Campeões da UEFA: 2019–20